# Pluvianthus squarrosus
Pluvianthus squarrosus là một loài Rêu trong họ Lejeuneaceae. Loài này được (Stephani) R.M. Schust. & Schaf.-Verw. miêu tả khoa học đầu tiên năm 1994.